# FreeMat
FreeMat یک محیط محاسبات عددی و زبان برنامه نویسی منبع باز رایگان است،  شبیه به متلب و گنو آکتیو.  علاوه بر پشتیبانی از بسیاری از توابع متلب و برخی از عملکردهای IDL، دارای یک رابط بدون کد برای کدهای C ، C++ و فرترن خارجی، توسعه الگوریتم های توزیع موازی بیشتر (از طریق MPI)، و دارای قابلیت ترسیم و تجسم سه بعدی است.  پشتیبانی انجمن در گروه‌های نظارت شده گوگل انجام می‌شود.